# Bactridium flohri
Bactridium flohri es una especie de coleóptero de la familia Monotomidae.

## Distribución geográfica
Habita en Veracruz México.